# الرحامنة (قبيلة)

قبيلة الرحامنة قبيلة عربية مغربية، تقع شمال مدينة مراكش، تحدها شرقا قبيلة زمران وقبيلة السراغنة وقبيلة بني مسكين، وشمالا قبائل الشاوية وقبائل دكالة، وغربا قبيلة احمر وقبائل الكيش، وجنوبا حدود مدينة مراكش.

## نسب القبيلة
تتكون القبيلة من عدة عشائر ذات انتماءات وأصول عرقية مختلفة بحيث يتجاور فيها المكون العربي والأمازيغي والأفريقي. غير أن نواة القبيلة ترجع أصولها إلى قبائل بنو معقل، بحيث تشير التسمية إلى إنتسابهم إلى أولاد رحمون بن رزق بن أودي بن حسان بن مختار بن محمد بن معقل.

## بطون القبيلة
تتشكل قبيلة الرحامنة من ستة بطون كبرى وهي اللواتة، البرابيش، ولاد سلامة، أولاد بوبكر، الحشاشدة وسلام. وتتفرع هذه البطون إلى العديد من العشائر مختلفة الأصول:
- اللواتة: قاعدتهم مدينة بن جرير، وترجع أصولهم إلى قبائل لواتة الأمازيغية، وينقسمون إلى ثلاتة فروع هما أولاد حسون الحمري وأولاد سيدي علي البراحلة والمرابطين.[3]
- البرابيش: تعد نواة قبيلة الرحامنة وهي قبيلة عربية من أصول معقلية، وتنقسم إلى أربعة فروع هم الجعافرة وأولاد عقيل وبني حسن وأولاد عبد الله.[4]
- الحشاشدة: وهم خليط من القبائل الصحراوية ذات أصول أمازيغية وعربية مثل ايت بعمران والركيبات وأولاد دليم والطورش.
- اكوت: قبيلة صحراوية أمازيغية صنهاجية تنتمي للف ايت الجمل باتحادية تكنة، وتنقسم إلى فرعين هما ايت حمو وايت الطالب.[5]
- الشياظمة: قبيلة مصمودية مستعربية انتقلت من سواحل المحيط الاطلسي لتستوطن نواحي بن جرير ومراكش، وتنقسم لفرعين هما البركيين والمحمديين.[6]
- أولاد بوبكر: وهم خليط من القبائل التي قدمت من مناطق مختلفة من البلاد، وتنقسم إلى أربعة فروع هم أولاد عبو وأولاد مطاعية وأولاد الزعرية وأولاد احصين.
- سلام: قبيلة معقلية من نسل جعفر الطيار، قدمت من ناحية تيندوف وتنقسم إلى قسمين كبيرين هما سلام العرب وسلام الغرابة.[7]
- أولاد سلامة: وهي أحد أكبر القبائل في الرحامنة وتنقسم إلى أربعة فروع هم العطاية الحوزية والعطاية البورية وبنو تميم والسكان.[2]

## تاريخ القبيلة
شاركت معقل قبائل بني هلال وباقي القبائل القيسية في التغريبة الهلالية انطلاقا من صعيد مصر نحو شمال أفريقيا. ودخلوا في جملة العرب الذين أدخلهم المنصور الموحدي المغرب الأقصى بعد انتصاره على ابن غانية بتونس، قبل أن تتفرق قبائلهم في التراب المغربي طولا وعرضا، وفي سبب هذا ذكر بعض المؤرخين أن حربا وقعت بين سليم ومعقل فتكاثرت عليهم سليم وكانت لهم الغلبة فاضطر عدد من بطون معقل إلى النزوح جنوبا فوصلت بعض فروع ذريات حسان إلى أقصى الجنوب المغربي، ولم تتوقف توغلاتهم داخل الصحراء الغربية حتى وصلوا إلى تخوم السودان الغربي وهو المجال المعروف بين نهر السينغال وتمبوكتو بمالي، ثم انطلقوا أيضا من الأراضي الموريطانية في اتجاه بلاد النيجر، وهناك اختلطوا بالتاريخ المحلي الموريطاني ومن ثم عرفوا هناك باسمهم الشهير الرحامنة، حيث تروي إحدى قبائلهم بالصحراء وهم البرابيش، أنهم يعرفون بأولاد عبد الرحمن أو أولاد رحمون بالتصغير، وقد كان لغزو السلطان أحمد المنصور الذهبي للسودان الغربي تأثير كبير في انتشارهم بصحراء الجنوب المغربي وخاصة بعدما أصبحوا من ضمن قوافل الملح الذين كانوا يستخرجونه من مناطق تغازة، ثم مناطق تاودي بالصحراء وينقلونه إلى داخل المغرب، ثم زاولوا التجارة والرعي، وساهموا إلى جانب الدولة السعدية خلال استقرارهم بالصحراء، في مواجهة الغزو الاجنبي لسواحل المغرب، ومن هنا ابتدأ نزوح قبائل الرحامنة إلى الشمال، فهيمنوا على المنطقة الممتدة من أسفي إلى مراكش، فكونوا مجموعة قبلية رحمانية في منطقة الحوز، وبعد أن استقر بهم المقام، تمردوا على السلطان زيدان الناصر بن أحمد سنة 1616م ثم بعد ذلك تعرضوا للسلطان عبد الملك السعدي سنة 1628 وفي عهد الدولة العلوية تمردوا على السلطان عبد الله بن إسماعيل سنة 1747 ثم حسنت علاقتهم مع السلطان مولاي سليمان سنة 1820 ثم تمردوا على السلطان محمد الرابع سنة 1862 فاستنهض قبائل السراغنة لمواجهتهم، فأوقع بهم ودمر مواطنهم وفجر زاويتهم ابن ساسي واعتقل رؤساءهم ومحاربيهم حتى ترامى جيرانهم على ممتلكاتهم، ثم تمردت فرقة البرابيش من الرحامنة على القائد المخزني محمد بن بلى، فقرر السلطان الحسن الأول تقسيم قبيلة الرحامنة إلى تسع إيالات بعدما كانت اثنتين، وبعد وفاته تمردوا على السلطان مولاي عبد العزيز بقيادة قائدهم مبارك بن الطاهر الرحماني وذلك بأن أيدوا وناصروا مولاي مولاي امحمد ضد أخيه السلطان عبد العزيز، فقرر المخزن تشتيت شمل هذه القبيلة وتفريق جمعها مما أضعفها وجعلها ترضخ تحت حكم القائد العيادي في أوائل الاحتلال الفرنسي، وقاعدة قبيلة الرحامنة هي مدينة بنجرير.

## وصلات خارجية
http://www.alnssabon.com/forumdisplay.php?f=119